# Alanin
Az α-alanin (INN: alanine) egy fehérjealkotó α-aminosav (a propionsav alfa-aminoszármazéka). A kodonjai GCU, GCC, GCA, és GCG.
Királis molekula, azaz két optikai izomerjét (tükörképi izomérjét) ismerjük. Csak az L-sztereoizomer (L-alfa-amino-propionsav) található meg a fehérjékben.
Színtelen, kristályos, vízben oldódó vegyület. 
Természetes forrásból egymástól függetlenül először Schützenberger és Bourgeois (1875), illetve Weyl (1888) különítette el, előbbi kutatók a selyem lúgos, utóbbi a selyemfibroin savas hidrolizátumából.
A másik optikai izomerrel, a D-alfa-amino-propionsavval alkotott racém elegyét hidrogén-cianid és acetaldehid reakciójával Adolph Strecker már 1849-ben előállította. Az alanin nevet is ő származtatta az aldehid szóból. Az -an- szótagot a jó hangzás miatt toldotta be.
Az L-α-alanin a selyem fibroinja tömegének 30%-át képviseli.
Az α-alanin konstitúciós izomerje, a β-alanin nem fehérjealkotó aminosav, a koenzim-A nevű fontos biokatalizátor alkotórésze. Acilezett származéka a vitaminok közé tartozó pantoténsav.

## Előállítása
Racém alanin állítható elő acetaldehid és ammónium-klorid nátrium-cianid jelenlétében végzett kondenzációjával (Strecker-szintézis), vagy a 2-brómpropánsav ammonolízisével:

## Szerepe
A VIII. Magyar Gyógyszerkönyvben  Alaninum     néven hivatalos.  